# Bola de carbó

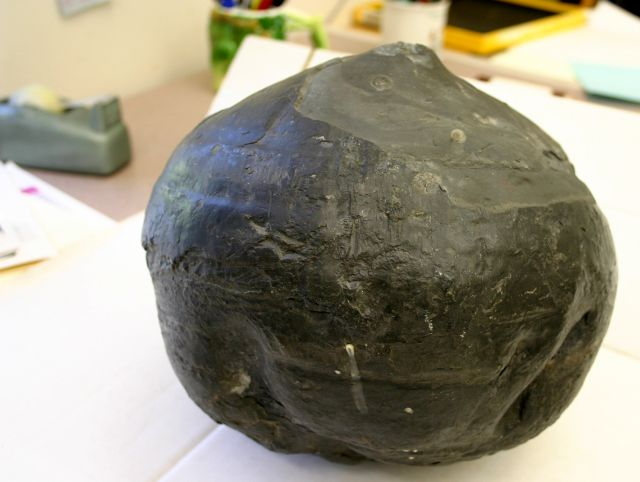
Un objecte marró grisenc amb esquerdes i línies horitzontals de la grandària aproximada d'un meló

Una bola de carbó és un tipus de concreció que es troba en mines de carbó, i que, tot i el seu nom, no està formada de carbó, sinó que consisteix en residus de plantes (torba) permineralitzats per la calcita. Les boles de carbó poden tenir formes diverses, des d'esferes imperfectes a lloses planes i irregulars. Aquestes concrecions es formaren a causa de la permineralització de la torba per mitjans de la calcita en els pantans i torberes durant el Període Carbonífer, i abans de la seva conversió en carbó. Prenen aquest nom per la seva associació amb el carbó i la seva forma d'esfera imperfecta. Sovint conserven un registre de les estructures de teixits de pantans i plantes del Període Carbonífer, ja que es formaren en torberes prehistòriques en una època anterior a la carbonització; altrament, aquestes restes de teixits s'haurien destruït completament. La seva conservació única de les estructures de teixits de plantes del Carbonífer les fa tremendament valuoses pels científics, els quals tallen i pelen les boles de carbó per investigar el passat geològic.
El 1855, dos científics anglesos, Joseph Dalton Hooker i Edward William Binney, van realitzar la primera descripció científica de les boles de carbó a Anglaterra, i la investigació inicial es va fer a Europa. El 1922 es van descobrir i identificar boles de carbó a l'Amèrica del Nord. Des de llavors, s'han trobat boles de carbó a altres països, i han portat al descobriment de centenars d'espècies i gèneres.
Hom pot trobar boles de carbó en estrats de carbó d'Amèrica del Nord i Euràsia. Les boles de carbó d'Amèrica del Nord estan més disperses que les d'Europa, tant des del punt de vista estratigràfic com geològic. Les boles de carbó més antigues que es coneixen daten de l'estatge del Namuri, al Període Carbonífer; foren descobertes a Alemanya i al territori de l'antiga Txecoslovàquia.

## Introducció al món científic, i formació

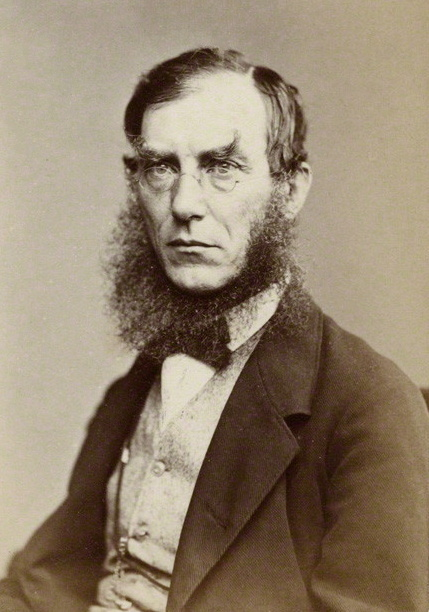
Sir Joseph Dalton Hooker, que juntament amb Edward William Binney van ser els primers a publicar sobre les boles de carbó

El 1855, Sir Joseph Dalton Hooker i Edward William Binney van publicar la primera descripció científica de les boles de carbó, en la qual en van incloure exemples detallats de les torberes de Yorkshire i Lancashire, a Anglaterra. La major part de les investigacions preliminars foren dutes a terme per científics europeus.
Les primeres boles de carbó descobertes a Amèrica del Nord es van trobar a les torberes d'Iowa l'any 1894, encara que la seva connexió amb les boles de carbó europees no fou establerta fins que Adolf Carl Noé (arran de la bola de carbó descoberta per Gilbert Cady) esbossà el paral·lelisme el 1922. L'obra de Noé va renovar l'interès per les boles de carbó, i a la dècada dels 1930 molts paleobotànics es traslladaren d'Europa a la Conca d'Illinois (Illinois Basin) per continuar la seva recerca.
Dues teories, l'autòctona, (in situ) i l'al·lòctona (forana), intenten explicar la formació de les boles de carbó, encara que majoritàriament es tracta d'especulacions.
Els defensors de la teoria in situ creuen que, prop de la seva localització actual, la matèria orgànica s'acumulà prop d'un pantà i, poc després del seu soterrament, va tenir lloc la permineralització, és a dir, els minerals es van filtrar a l'interior de la matèria orgànica i van formar una cuirassa al seu interior. Segons la mateixa teoria, en aquest procés de soterrament va quedar confinada una certa quantitat d'aigua amb un elevat contingut de minerals dissolts. En el procés de cristal·lització dels ions dissolts, la matèria mineral va precipitar. Això va provocar que les concrecions que contenien matèria vegetal es formessin i es preservessin com a aglomeracions rodones de pedra. Així es va prevenir el procés de carbonització, i la torba es va conservar fins a formar una bola de carbó. La majoria de boles de carbó s'han trobat en mines de carbó bituminoses i d'antracita, en emplaçaments on la torba no es va comprimir prou per transformar el material en carbó.
Marie Stopes i David Watson van analitzar mostres de boles de carbó i van decidir que aquestes boles es van formar in situ. Van ressaltar la importància de la interacció amb l'aigua de mar, amb la creença que era necessària per a la formació de les boles de carbó. Alguns defensors de la teoria in situ creuen que el descobriment, per part de Stopes i Watson, d'una tija que s'estenia a través de múltiples boles de carbó, mostra que aquestes boles es van formar in situ, argumentant que la teoria al·lòctona falla a l'hora d'explicar l'observació de Stopes i Watson. També citen fragments fràgils de material orgànic projectat cap a l'exterior d'algunes boles de carbó, argumentant que aquestes projeccions s'haurien destruït si la teoria al·lòctona fos correcta. Addicionalment, per refutar la teoria al·lòctona, defensen que algunes boles de carbó tenen una mida tan gran que no podrien haver estat transportades en primer lloc.
Per la seva banda, la teoria al·lòctona defensa que la matèria orgànica no es va formar en la seva localització actual ni al seu entorn. Ans al contrari, afirma que aquesta matèria que es convertiria en una bola de carbó es va transportar a un altre emplaçament, mitjançant una inundació o una tempesta.
Alguns defensors de la teoria al·lòctona, com ara Sergius Mamay i Ellis Yochelson, creien que la presència d'animals marins a l'interior de les boles de carbó demostra que aquesta matèria fou transportada des d'un entorn marí a un de no marí. Edward C. Jeffrey, que afirmava que la teoria in situ no té «cap prova bona», creia que la formació de les boles de carbó a partir de matèria transportada és probable, perquè sovint les boles de carbó inclouen matèria formada per transport i sedimentació en aigües obertes.

### Contingut

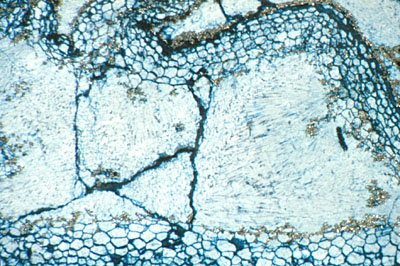
La calcita i les microdolomites són materials que es troben freqüentment a les boles de carbó

Les boles de carbó no estan formades per carbó; no són inflamables i no es poden fer servir com a combustible. Són formes de vida permineralitzades riques en calci, amb gran contingut en carbonats de calci i de magnesi, pirita, i quars. També apareixen altres minerals a les boles de carbó, com ara guix, il·lita, caolinita i lepidocrocita, encara que en menor quantitat. Tot i que les boles de carbó acostumen a tenir la mida d'un puny, poden tenir grandàries ben diverses, des de la mida d'una nou fins a 1 m de diàmetre. S'han trobat boles de carbó més petites que un didal.
Les boles de carbó acostumen a contenir dolomites, aragonita, i masses de matèria orgànica en diferents fases de putrefacció. Hooker i Binney analitzaren una bola de carbó i trobaren «restes de fusta de coníferes[...] i fulles de falguera», i observaren que la matèria vegetal que havien descobert «sembla[va] [haver-se col·locat] com si hagués caigut de les plantes que la produïen». Habitualment, les boles de carbó no preserven les fulles de les plantes.
El 1962, Sergius Mamay i Ellis Yochelson analitzaren les boles de carbó d'Amèrica del Nord. Arran de què van descobrir-hi organismes marins, les boles de carbó s'han classificat en tres tipus: Normal (de vegades conegut com a floral), que contenen només matèria vegetal; Faunístic, que contenen només fòssils animals; i Mixt, que contenen tant matèria vegetal com animal. Addicionalment, les boles de carbó mixtes es poden classificar en Heterogènies, on les matèries vegetal i animal estan clarament separades; i Homogènies, on les matèries vegetal i animal no estan separades.

## Conservació
La qualitat de la conservació de les boles de carbó pot variar de no estar conservada gens fins al punt de ser capaç d'analitzar-ne les estructures cel·lulars. Algunes boles de carbó contenen pèls radiculars conservats, pol·len, i espores, i es descriuen com a «conservats més o menys perfectament», i que contenen «no el que havia estat la planta», sinó la planta mateixa. Altres boles de carbó s'han descrit com a «sense utilitat botànica», ja que la matèria orgànica s'havia deteriorat abans d'haver-se format la bola de carbó. Les boles de carbó amb contingut ben conservat són útils pels paleobotànics. S'han utilitzat per a analitzar la distribució geogràfica de la vegetació, i han donat proves que les plantes d'Ucraïna i d'Oklahoma del cinyell tropical tenen el mateix origen. La recerca sobre les boles de carbó ha permès el descobriment de més de 130 gèneres i 350 espècies.
Hi ha tres factors principals que determinen la qualitat del material conservat en una bola de carbó: els minerals constituents, la velocitat del procés de soterrament, i el grau de compressió abans de patir la permineralització. En general, les boles de carbó formades a partir de restes que pateixen un soterrament ràpid amb putrefacció lleugera i poca pressió es conserven millor, mentre que les restes vegetals de la majoria de boles de carbó gairebé sempre tenen diferents signes de putrefacció. Les boles de carbó que contenen quantitats de sulfur de ferro tenen clarament un grau de conservació més baix que les boles de carbó permineralitzades per carbonats de magnesi o de calci, la qual cosa ha fet que es conegui el sulfur de ferro com «la maledicció del caçador de boles de carbó». Es pot conservar la bola de carbó després de la seva extracció mitjançant recobriment amb cera, un procediment conegut com a «tècnica Chitaley».

## Distribució

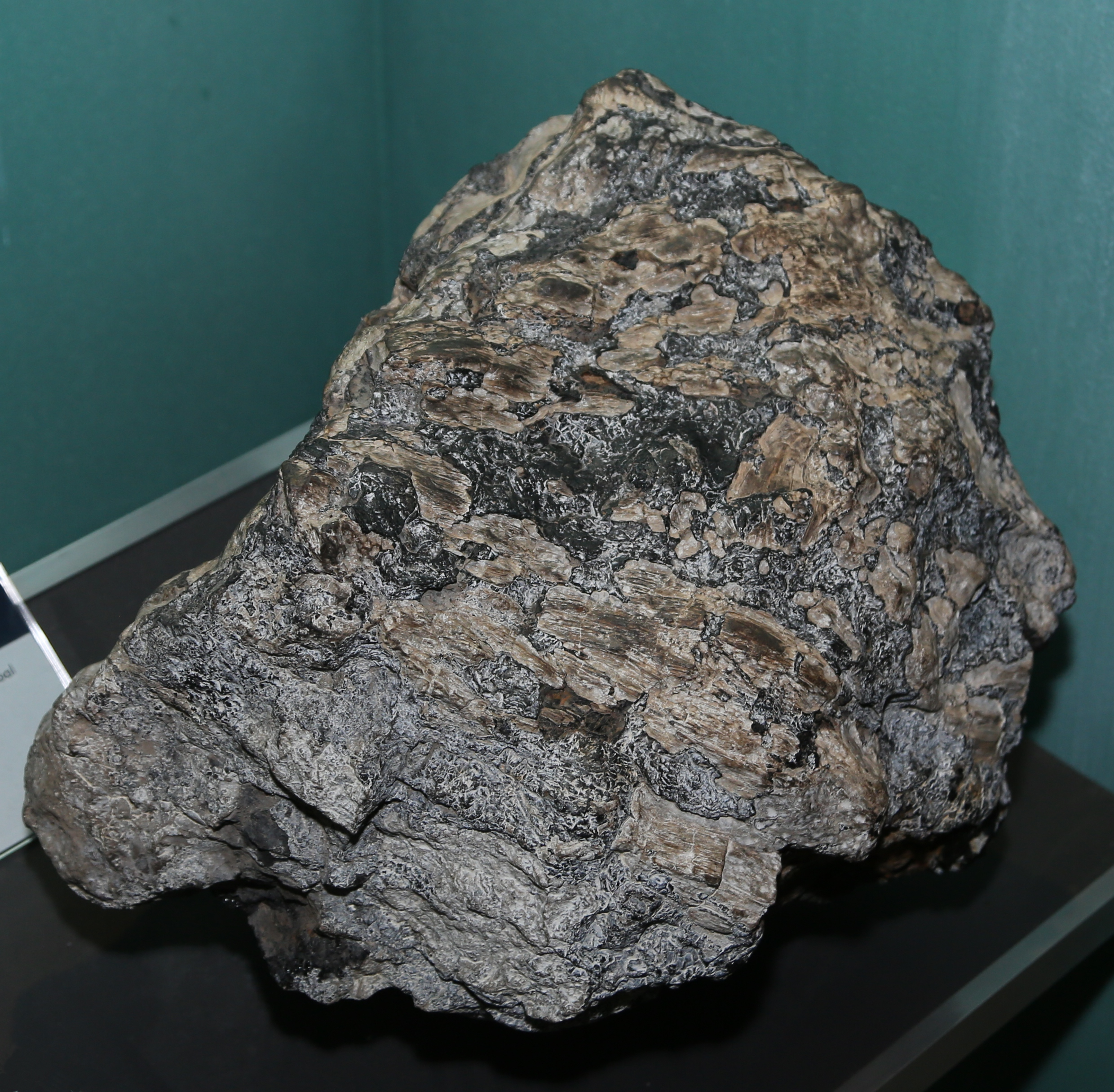
Una bola de carbó del sud d'Illinois

Les primeres boles de carbó foren trobades a Anglaterra, i més endavant en altres parts del món, com ara Austràlia, Bèlgica, els Països Baixos, l'antiga Txecoslovàquia, Alemanya, Ucraïna, Xina, i Espanya. També se n'han trobat a Amèrica del Nord, una zona més dispersa geogràficament en comparació a Europa; als Estats Units, s'han trobat boles de carbó des de Kansas o la Illinois Basin fins a la regió dels Apalatxes.
Les boles de carbó més antigues provenen de final del Namuri (fa entre 326 i 313 milions d'anys), i foren descoberts en Alemanya i l'antiga Txecoslovàquia, però les edats varien generalment entre el Permià (fa entre 299 i 251 milions d'anys) i el Carbonífer Superior. Algunes boles de carbó dels Estats Units varien en antiguitat des de la fi de l'edat Westfaliana (aproximadament fa entre 313 i 304 milions d'anys) fins a final de l'Estefanià (més o menys fa entre 304 i 299 milions d'anys). Les boles de carbó trobades a Europa són generalment del final de l'edat Westfaliana.
En els estrats de carbó, les boles de carbó estan completament envoltades de carbó. Normalment es troben disperses de forma aleatòria per tot l'estrat en grups aïllats, normalment en la meitat superior de l'estrat. La seva aparició en els estrats de carbó pot ser extremadament esporàdica o regular; s'ha trobat que molts estrats de carbó no contenen gens boles de carbó, mentre que s'han trobat altres estrats amb una concentració tan gran de boles de carbó que els miners han abandonat la zona completament.

## Mètodes analítics

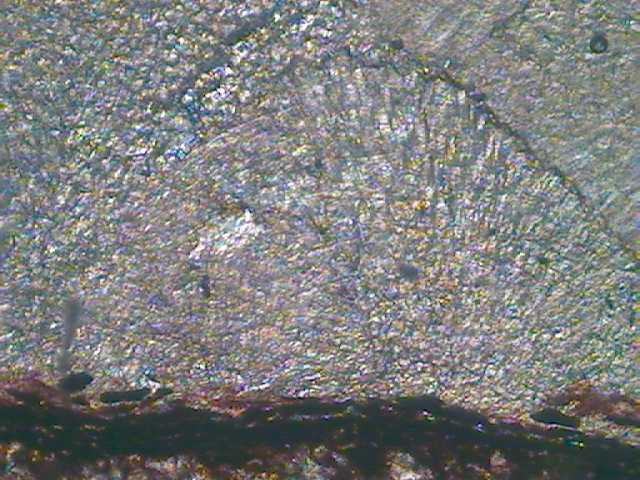
Una secció d'una bola de carbó

El mètode d'obtenir seccions fines fou un primer procediment emprat per a analitzar el material fossilitzat contingut en les boles de carbó. Aquest procés consistia a tallar una bola de carbó amb una serra de diamant, i posteriorment allisant i polint la superfície resultant amb un abrasiu. Després s'adheria a un portaobjectes i es col·locava sota un microscopi petrogràfic per a examinar-la. Encara que aquest procés es podia realitzar amb una màquina, la gran durada de temps que calia i la poca qualitat de les mostres que en resultaven per aquesta tècnica van fer que fos substituïda per un altre mètode més convenient.
La tècnica de seccions fines va ser substituïda per la tècnica d'exfoliació per líquids, creada el 1928 i encara d'ús comú en l'actualitat. En aquesta tècnica, s'obtenen capes mitjançant el tall de la superfície de la bola de carbó amb una serra de diamant, molent la superfície tallada sobre una platina de vidre amb carbur de silici fins a obtenir una pols fina, i gravant el tall i la superfície amb àcid clorhídric. L'àcid dissol la matèria mineral de la bola de carbó, i deixa una capa de cèl·lules vegetals. Després d'aplicar-hi acetona, es col·loca una peça d'acetat de cel·lulosa sobre la bola de carbó. Això transfereix les cèl·lules conservades en la bola de carbó cap a l'acetat de cel·lulosa. Després d'assecar-se, es pot retirar l'acetat de cel·lulosa de la bola de carbó amb una fulla tallant, i la capa obtinguda es pot acolorir amb un tint d'acidesa baixa, de tal manera que es pugui observar amb un microscopi. Amb aquest mètode, hom pot extreure fins a 50 capes a partir de 2 mm d'una bola de carbó.
També s'ha fet servir la difracció de raigs X per a analitzar boles de carbó. Hom envia raigs X d'una determinada longitud d'ona a través d'una mostra, per tal d'examinar-ne l'estructura. Això revela informació sobre l'estructura cristal·logràfica, composició química, i propietats físiques del material d'estudi. Hom observa i analitza la intensitat de la dispersió del patró de raigs X, mitjançant el càlcul i la determinació dels angles d'incidència i de dispersió, la polarització, i la longitud d'ona o l'energia.